# Conselho Federal do Serviço Público Civil
O Conselho Federal do Serviço Público Civil (CFSPC) foi um órgão público do governo federal brasileiro, criado pelo art. 8º da lei nº 284, de 28 de outubro de 1936, durante o governo de Getúlio Vargas, subordinado diretamente ao Presidente da República. Foi o início de uma reforma na administração pública brasileira, agrupando as carreiras de funcionários públicos civis federais, do Poder Executivo, integrando a cada um dos ministérios.
Segundo a lei nº 284, são funções do CFSPC:
| “ | a) estudar a organização dos serviços públicos e propor ao Governo qualquer medida necessária ao seu aperfeiçoamento; b) promover a realização dos concursos de provas, de títulos, ou de provas e títulos, para provimento de cargos administrativos e técnicos, organizar os programas dos referidos concursos e nomear as respectivas bancas examinadoras, excluídos sempre os do magistério, regulados nas leis especiais, bem como fixar as normas gerais que deverão ser observadas nas respectivas inscrições; c) homologar e dar publicidade à classificação dos candidatos que se tiverem submetido a concurso; d) opinar, quando ouvido, sobre os recursos interpostos contra classificações nos concursos realizados; e) expedir certificados aos concorrentes classificados em concurso; f) opinar nos processos de destituição de funcionários de seus cargos por falta de idoneidade moral para exercê-los; g) opinar em consultas dos Ministros de Estado, sobre procedência ou improcedência das reclamações apresentadas pelos funcionários; h) opinar sobre propostas, normas e planos de racionalização de serviços públicos elaborados pelas Comissões de Eficiência; i) elaborar o respectivo regimento interno; j) apresentar, anualmente, ao Presidente da Republica, relatório de seus trabalhos, contendo dados pormenorizados sobre o funcionalismo e os serviços públicos federais; k) determinar quais os cargos públicos que, além de outras exigências legais ou regulamentares, somente possam ser exercidos pelos portadores de certificado de conclusão de curso secundário e diplomas científicos de bacharel, médico, engenheiro, perito-contador, atuário e outros, expedidos por institutos oficiais ou fiscalizados pelo Governo Federal; l) propor ao Presidente da República, para ser levado ao conhecimento do Poder Legislativo, a redução dos quadros dos funcionários públicos, colocando-os dentro das estritas necessidades do serviço. | ” |

As normas acima não compreendiam as carreiras do Poder Judiciário, da Câmara dos Deputados e do Senado Federal.
O CFSPC teve pouca duração, pois foi extinto pelo decreto-lei nº 579, de 30 de julho de 1938, que transformou órgão no Departamento Administrativo do Serviço Público — DASP.

## Administração
O CFSPC era dirigido e coordenado por um diretor de secretaria (art. 11) e por cinco conselheiros (arts. 9º e 14), todos nomeados em comissão pelo Presidente da República. Teve como seu diretor Luís Simões Lopes, que também foi o primeiro presidente do DASP.